# جهاز عصبي لاودي
الجهاز العصبي اللاودي (بالإنجليزية: Parasympathetic nervous system)‏ أو الجهاز العصبي نظير الودي هو أحد قسمي الجهاز العصبي الذاتي. فالجهاز العصبي الذاتي يقوم بتنظيم الأعضاء الداخلية والغدد بصورة غير إرادية. ويكون الجهاز العصبي اللاودي مسؤول عن الفعاليات التي تحدث في وقت الراحة والاسترخاء والذي يعرف بالعبارة الإنجليزية (rest-and-digest) وتعني: "استرخ واهضم"، أي عندما يكون الجسم في حالة راحة مثل: إفراز اللعاب عند الأكل والإثارة الجنسية، وإفراز الدموع والتبول والتغوط والهضم. وهو مبطئ للقلب، موسع للعروق الدموية؛ فهو يعاكِس بأدائه الجهاز العصبي الودي.
يوصف عمل الجهاز العصبي اللاودي بأنه مكمل للقسم الثاني للجهاز العصبي الذاتي وهو الجهاز العصبي الودي، حيث يكون الأخير مسؤول عن الفعاليات التي تتطلب حركات سريعة، مثل الهروب عند مواجهة حيوان مفترس أو عند القتال.
يتألف الجهاز العصبي نظير الودي من مراكز علوية توجد في المحور العصبي من نخاع وبصلة وحدبة وساق ومخ، وتستقر في جانب المراكز الودية، ومن مراكز ثانوية تستقر ضمن عقد تتوضع على مسير أزواج القحف وضمن العقد الودية والحشوية، ومن ألياف عصبية تتبع في مسيرها سير الألياف العصبية الودية وتتوزع مثلها.

## الأجزاء
ينقسم إلى جزأين، هما:
- (ألف) - الجهاز العصبي نظير الودي القحفي: تتعصب بعض الغدد (كالغدة النخامية) مباشرة من المراكز نظيرة الودي المخية. وتتعصب أعضاءالرأس من خلايا نظيرة الودي موجودة في نويات أزواج القحف المركزية التي ترسل أليافًا نظيرة الودي ضمن أزواج القحف إلى المحيط وهي:

1. ألياف العصب محرك للعين (CN.III): تنشأ من نواة العصب محرك العين التي تحوي خلايا نظيرة الودي، وتسير مع ألياف العصب محرك العين المشترك إلى العقدة العينية، وهذه ترسل أليافًا مماثلة تسير مع الأعصاب الهدبية إلى العضلة عاصرة القزحية وإلى العضلة الهدبية فتعصبهما.
2. ألياف العصب الوجهي (CN.VII): تنشأ من نواة الوجهي. وتسير بالعصب الصخري السطحي الأكبر إلى العقدة الوتدية أو الجناحية الحنكية، وهذه العقدة ترسل أليافًا تسير مع الأعصاب الناشئة منها إلى الغدةالدمعية وإلى الغشاء المخاطي لكل من المنخر وشراع الحنك والبلعوم فتعصبها.
3. ألياف عصب وريزبرغ المتوسط (Nervus Intermedius): تنشأ من نواة الحزمة المنفردة. وتسير ضمن عصب وريزبرغ فضمن حبل الطبل (chorda tympani) فضمن العصب اللساني (lingual nerve)، وتنتهي في العقدتين تحت الفك وتحت اللسان حيث تنشأ منهما ألياف نظيرة الودي أيضًا فتعصب الغدتين اللعابيتين تحت الفك وغدة تحت اللسان.
4. ألياف البلعومي اللساني (CN IX): تنشأ من النواة المنفردة(solitary nucleus)، وتسير بالعصب البلعومي اللساني فالعصب الصخري الصغير (lesser petrosal nerve) إلى العقدة الأذنية (عقدة أذنية)، وترسل هذه العقدة أليافًا نظيرة الودي إلى الغدة النكفية ضمن العصب الأذني الصدغي فتعصبها.
5. ألياف الرئوي المعدي (العصب المبهم) (CN X): تنشأ من نويات الرئوي المعدي وتسير ضمنه إلى العقدة الحشوية وعقد الضفائر الحشوية، وتنشأ من هذه العقد ألياف نظيرة الودي فتعصب القلب وجهازي التنفس والهضم عدا الفم والأنف والمعي الغليظ.

- (ب) - الجهاز نظير الودي العجزي الحوضي: تنشأ أليافه من مراكز نظيرة الودي تستقر في القرن الجانبي من النخاع العجزي، وتسير مع الجذور العصبية الخلفية إلى العقد الحشوية، وتنشأ من هذه العقد ألياف تذهب إلى المعي الغليظ وإلى المثانة والأعضاء التناسلية فتعصبها.

## الوظائف

### الإحساس
تنقل معلومات الإحساس الخاصة بالجهاز العصبي الذاتي عبر الألياف العصبية الواردة من أعضاء الجسم إلى الجهاز العصبي المركزي. ولا تنقسم الألياف العصبية الواردة المسؤولة عن نقل الإحساس إلى ألياف خاصة بالجهاز العصبي الودي أو الجهاز العصبي اللاودي كما في الألياف العصبية الصادرة المسؤولة عن نقل الأوامر والاستجابة.
والإحساس الخاص بالجهاز العصبي الذاتي يتم في معظم الأحيان بدون وعي الإنسان. في بعض الحالات، قد تنقل الألياف الواردة إحساس الألم، والذي يمتاز غالبًا بموقعه غير المحدد بوضوح، أو قد يتسبب في بعض الحالات بما يعرف بالألم الرجيع.

### ضربات القلب
تخضع دقات القلب بشكل كبير إلى سيطرة منظم ضربات القلب الطبيعي. في القلب السليم، يتكون هذا المنظم من مجموعة خلايا في جدار الأذين الأيمن، تكون ما يسمّى بالعقدة الجيبية الأذينية. تمتلك عضلة القلب القدرة على إنشاء الموجات الكهربائية المسؤولة عن انقباض عضلة القلب بصورة تلقائية دون الحاجة إلى إشارة عصبية خارجية. تقوم خلايا العقدة الجيبية الأذينية بإنشاء هذه الموجات وتنظيم انقباض العضلة وبالتالي تنظيم دقات القلب.

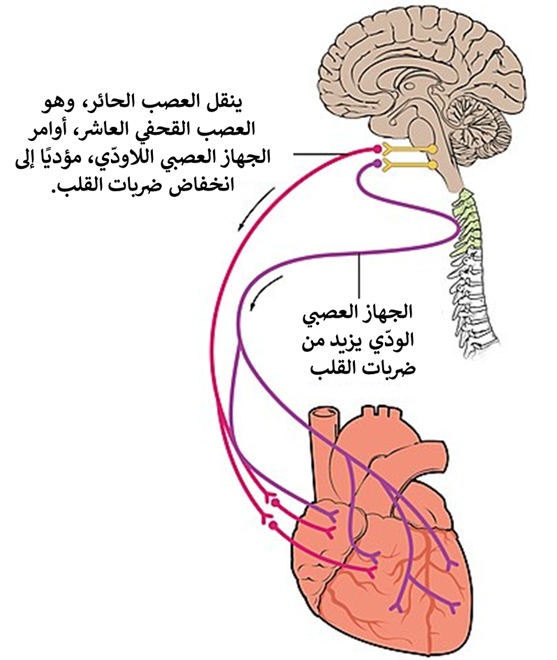
تأثير الجهاز العصبي الودّي والجهاز العصبي اللاودّي على نبضات القلب إما بالزيادة أو النقصان.

في حال عدم وجود أي عامل خارجي، تتراوح ضربات القلب بين 60-100ضربة في الدقيقة. يؤثر فرعا الجهاز العصبي الذاتي: الجهاز العصبي الودّي والجهاز العصبي اللاودّي على نبضات القلب إما بالزيادة أو النقصان. ينقل العصب الحائر، وهو العصب القحفي العاشر، أوامر الجهاز العصبي اللاودّي، مؤديًا إلى انخفاض ضربات القلب. يرسل العصب الحائر هذه الإشارات مُستخدمًا الناقل العصبي أسيتيل كولين.
يتسبب العصب الحائر في الظاهرة الطبيعية المعروفة باسم اضطراب النظم الجيبي التنفسي، التي تصف زيادة عدد ضربات القلب أثناء الشهيق وانخفاضها أثناء الزفير.

### النشاط الجنسي
يلعب الجهاز العصبي اللاودي دورًا في النشاط الجنسي. عند الذكور، يحفز الجهاز العصبي اللاودي عضلات القضيب على الاسترخاء مما يسمح للدم بالتجمع في الأجسام الكهفية للقضيب، وبالتالي حدوث الانتصاب. يساعد الجهاز العصبي الودي في عملية القذف عن طريق تحفيز انقباضات الأسهر وإغلاق العاصرة الإحليلية مما يمنع ارتجاع السائل المنوي إلى المثانة. يلعب الجهاز العصبي اللاودي أيضًا دورًا في هذه العملية؛ حيث يقوم بتحفيز انقباضات عضلة الإحليل وبالتالي تسهيل عملية القذف. تملك الإناث أيضًا نسيج قادر على الانتصاب كما عند الذكور ولكن ليس بنفس الأهمية الوظيفية، ومع ذلك يلعب دورًا في التحفيز الجنسي. يحفز الجهاز العصبي اللاودي الإفرازات المهبلية التي تقلل من الاحتكاك. يُعصّب الجهاز العصبي اللاودي قناة فالوب ويحفز انقباضاته مما يسهل حركة الخلية البيضية نحو الرحم. تساعد أيضًا إفرازاتُ الجهاز التناسلي للإناث الحيوانات المنوية على العبور لتخصيب البويضة. يلعب الجهاز العصبي اللاودي (وبدرجة أقل، الجهاز العصبي الودي) دورًا مهمًا في عملية التكاثر.

### المستقبلات
يستخدم الجهاز العصبي اللاودي مركب الأسيتيل كولين كناقل عصبي بصورة رئيسة. يستخدم الجهاز العصبي اللاودي بعض الببتيدات أيضًا، كالكوليسيستوكينين, كنواقل عصبية. يعمل الأسيتيل كولين على نوعين من المستقبلات: المستقبلات المسكارينية, والمستقبلات النيكوتينية. تحدث عملية النقل العصبي غالبًا على مرحلتين: بعد التحفيز, تطلق الألياف العصبية ماقبل العقدية الناقل العصبي أسيتيل كولين في العقدة العصبية، والذي يعمل على المستقبلات النيكوتينية للأعصاب التالية للعقدة. بعد ذلك، تطلق الأعصاب التالية للعقدة الناقل العصبي أسيتيل كولين لتحفيز المستقبلات المسكارينية الموجودة في العضو المستهدف.

#### أنواع المستقبلات العصبية المسكارينية
هناك 5 أنواع أساسية للمستقبلات المسكارينية:
- المستقبلات المسكارينية م1: تقع في الجهاز العصبي.
- المستقبلات المسكارينية م2: تقع في القلب وتعمل على إعادة النظام الطبيعي للقلب بعد تأثير الجهاز العصبي الودي.
- المستقبلات المسكارينية م3: تقع في جدار الأوعية الدموية وفي الرئتين. تسبب هذه المستقبلات توسعة الأوعية الدموية وتضييق الشعب الهوائية. توجد هذه المستقبلات أيضًا في العضلات الملساء الموجودة في الجهاز الهضمي وتسبب زيادة حركة الأمعاء. توجد هذه المستقبلات أيضًا في عضلات المثانة والعديد من الغدد، من بينها الغدد اللعابية.[4]
- المستقبلات المسكارينية م4: توجد في الألياف العصبية التالية للعقدة..
- المستقبلات المسكارينية م5: تأثير محتمل على الجهاز العصبي المركزي.

#### أنواع المستقبلات العصبية النيكوتينية
في الكائنات الفقاريّة، تصنّف المستقبلات النيكوتينية إلى نوعين بناءً على موقعها: المستقبلات النيكوتينية العضلية (ن1) للأعصاب الجسدية الحركية, والمستقبلات النيكوتينية العصبية (ن2) وتستخدم بشكل رئيس في الجهاز العصبي الذاتي.

## التاريخ
يُعد عالم وظائف الأعضاء الإنجليزي جون نيوبورت لانغلي أول من استخدم مصطلح اللاودي وقدّم مفهوم الجهاز العصبي اللاودي كقسم ثانٍ للجهاز العصبي الذاتي في عام 1921.